# A2-es autópálya (Olaszország)
Az A2-es, Rómát Nápollyal összekötő autópálya 1988-ig létezett önálló formában, azóta a mostani A1-es autópálya részét képezi.  

## Fordítás
- Ez a szócikk részben vagy egészben  az   Autostrada A2 (Italia) című olasz Wikipédia-szócikk fordításán alapul.  Az eredeti cikk szerkesztőit annak laptörténete sorolja fel. Ez a jelzés csupán a megfogalmazás eredetét és a szerzői jogokat jelzi, nem szolgál a cikkben szereplő információk forrásmegjelöléseként.